# Saint-Romain-sur-Gironde
Pour les articles homonymes, voir Saint-Romain.
Saint-Romain-sur-Gironde (prononcé [sɛ̃.ʁɔ.mɛ̃.syʁ.ʒi.ʁɔ̃d]) est une ancienne commune du sud-ouest de la France, située dans le département de la Charente-Maritime (région Nouvelle-Aquitaine). Ses habitants  sont appelés les Saint-Rominais et Saint-Rominaises. Depuis le 1er janvier 2018, la commune est rattachée à la commune de Floirac (17).

## Géographie

### Localisation et accès
Saint-Romain est une petite commune située dans le canton de Saintonge Estuaire, sur la route côtière D 145 entre Royan et Bordeaux qui longe la Gironde, entre Port-Maubert et Mortagne-sur-Gironde. Le bourg est situé au pied du terrier de Beaumont, petite éminence calcaire dominant les marais et visible loin à la ronde.
La commune est une des étapes d'un sentier de grande randonnée balisé, le GR 360.

### Communes limitrophes
|                        | Floirac (Floirac) |                        |
|                        | Saint-Romain      | Saint-Fort-sur-Gironde |
| estuaire de la Gironde |                   |                        |

### Hydrographie
L'estuaire de la Gironde.

## Histoire
Autrefois appelée Saint-Romain-de-Beaumont, la localité prend son nom actuel le 5 mai 1956. La localité a de tout temps été tiraillée entre plusieurs châtellenies ou unités administratives. La légende vient à la rescousse de son histoire mal connue à propos du nom de la rue principale - La rue Charlemagne. Charlemagne et ses compagnons  seraient passés par là à leur retour d'Espagne, ou au retour d'une bataille. Le plan de croissance de la localité est disparate et évoque plus un gros hameau qu'un village. Cette croissance disparate a permis de laisser intacts de nombreux bâtiments qui conservent des types de façades ou des détails de construction que l'on croyait disparus. Ainsi sont encore visibles des baies avec fenêtres à canevas, en mauvais état mais complets.
La commune fusionne avec Floirac pour former la commune nouvelle de Floirac au 1er janvier 2018.

## Communes limitrophes
Les communes limitrophes de Saint-Romain sont Floirac, Saint-Fort-sur-Gironde et Mortagne-sur-Gironde.

## Administration

### Liste des maires
| Période                                  | Période | Identité        | Étiquette | Qualité     |
| ---------------------------------------- | ------- | --------------- | --------- | ----------- |
| 1983                                     | 2006    | Jacques Gautier |           | agriculteur |
| 2006                                     | 2017    | Josette Riffaud | DVD       | Retraitée   |
| Les données manquantes sont à compléter. |         |                 |           |             |

### Région
À la suite de la réforme administrative de 2014 ramenant le nombre de régions de France métropolitaine de 22 à 13, la commune appartient depuis le 1er janvier 2016 à la région Nouvelle-Aquitaine, dont la capitale est Bordeaux. De 1972 au 31 décembre 2015, elle a appartenu à la région Poitou-Charentes, dont le chef-lieu était Poitiers.

## Démographie

### Évolution démographique
L'évolution du nombre d'habitants est connue à travers les recensements de la population effectués dans la commune depuis 1793. Pour les communes de moins de 10 000 habitants, une enquête de recensement portant sur toute la population est réalisée tous les cinq ans, les populations de référence des années intermédiaires étant quant à elles estimées par interpolation ou extrapolation. Pour la commune, le premier recensement exhaustif entrant dans le cadre du nouveau dispositif a été réalisé en 2008.

En 2015, la commune comptait 64 habitants, en évolution de +28 % par rapport à 2009 (Charente-Maritime : +4,04 %, France hors Mayotte : +2,11 %).
| 1793 | 1800 | 1806 | 1821 | 1831 | 1836 | 1841 | 1846 | 1851 |
| ---- | ---- | ---- | ---- | ---- | ---- | ---- | ---- | ---- |
| 105  | 110  | 100  | 131  | 156  | 143  | 130  | 115  | 123  |

| 1856 | 1861 | 1866 | 1872 | 1876 | 1881 | 1886 | 1891 | 1896 |
| ---- | ---- | ---- | ---- | ---- | ---- | ---- | ---- | ---- |
| 138  | 150  | 143  | 134  | 108  | 137  | 123  | 122  | 95   |

| 1901 | 1906 | 1911 | 1921 | 1926 | 1931 | 1936 | 1946 | 1954 |
| ---- | ---- | ---- | ---- | ---- | ---- | ---- | ---- | ---- |
| 91   | 93   | 93   | 83   | 77   | 86   | 90   | 72   | 55   |

| 1962 | 1968 | 1975 | 1982 | 1990 | 1999 | 2006 | 2008 | 2013 |
| ---- | ---- | ---- | ---- | ---- | ---- | ---- | ---- | ---- |
| 65   | 61   | 52   | 38   | 53   | 51   | 50   | 50   | 61   |

| 2015 | - | - | - | - | - | - | - | - |
| ---- | - | - | - | - | - | - | - | - |
| 64   | - | - | - | - | - | - | - | - |

## Lieux et monuments

### L'église

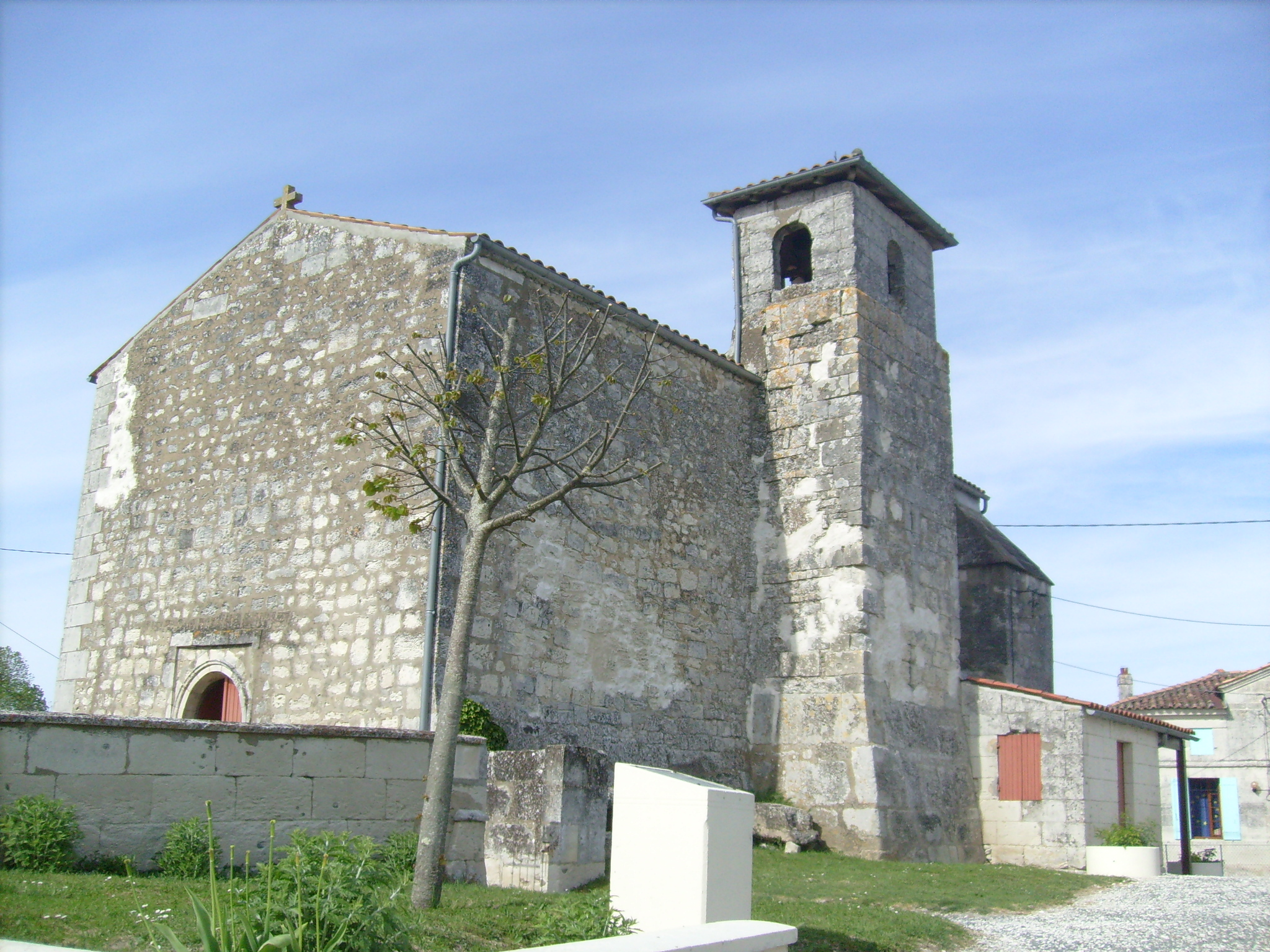
L'église de Saint-Romain-sur-Gironde.

Des XIIe et XIVe siècles - calcaire - rue Charlemagne
Il ne reste de l'édifice passé qu'une moitié d'église en nef unique. Les historiens ne savent toujours pas quand la partie manquante de cette nef a disparu et hésitent encore entre la guerre de Cent Ans et les guerres de Religion. 
Le style de l'église, rappelant celui des édifices templiers, reste lui aussi difficilement qualifiable tant cette église apparaît comme une survivante. Est-elle romane ou bien préromane ? Elle est construite sur un cimetière sans doute préexistant car la base et une partie de l'actuel clocher sont bâties avec des morceaux de sarcophages. Cet actuel clocher serait en fait la tour d'accès à l'ancien, qui aurait été bâti à la croisée du transept dont une tentative reste visible à l'intérieur. Une très ancienne porte aveugle est visible à l'intérieur.

### La mairie
Architecte : Eutase Rullier - entrepreneur : Emile Brunet - calcaire - rue Charlemagne
À l'image du village et de l'église, la mairie est bâtie sur des proportions restreintes à l'emplacement d'une maison acquise en 1886 de la famille Fortain. Malgré ses dimensions, la façade en pierres de taille affiche les principales caractéristiques de l'architecture publique à l'époque. Elle fait face à l'autre bâtiment public que toute commune se devait de posséder, la maison d'école élevée en 1868, alors que certaines communes des environs ont attendu plus longtemps pour élever leur école. Ainsi avant la fin de 1890, la commune avait avec succès appliqué le pacte républicain en offrant à ses citoyens des équipements que des communes plus aisées ont mis un certain temps à avoir.